# Через паркан
Через паркан (англ. Over the Fence) — американська короткометражна кінокомедія режисера Гарольда Ллойда 1917 року.

## Сюжет
Снітч краде бейсбольні квитки в Джинджера і запрошує його дівчину на гру. Опинившись без квитків, кравець одягається як бейсболіст і виграє гру.

## У ролях
- Гарольд Ллойд — Джинджер, кравець
- Снуб Поллард — Снітч
- Бад Джеймісон — бос
- Бібі Данієлс — дівчина Джинджера
- Семмі Брукс